# 라타 망게슈카르
라타 망게슈카르(힌디어: लता मंगेशकर, 1929년 9월 28일 ~ 2022년 2월 6일)는 인도의 플레이백 싱어, 음악 감독이다.
1942년, 라타가 13살이었을 때, 그녀의 아버지는 심장병으로 사망했다. 나부그 치트라팟 영화사 사장이자 망게슈카르 가족의 절친한 친구인 마스터 비나약이 이들을 돌봤다. 그는 라타가 가수와 배우로서 일을 시작하도록 도왔다.
라타는 바산트 조글카르의 마라티 영화 '키티 하살'(1942)을 위해 노래를 불렀지만 최종 컷에서 탈락했다. 그녀의 첫 번째 힌디어 노래는 1943년 마라티 영화 '가자바우'의 "Mata Ek Sapoot Ki Duniya Badal De Tu"였다.
라타는 1945년 마스터 비나약의 회사가 뭄바이로 본사를 옮기면서 뭄바이로 이사했다. 그녀는 바산트 조글카르의 힌두어 영화 '압키세바 마인'(1946년)에서 '파 라군 카르 조리'를 불렀다. 영화 속 춤은 나중에 유명한 댄서가 된 Rohini Bhate에 의해 공연되었다. 라타와 그녀의 여동생 아샤는 비나약의 첫 힌디어 영화인 바디 마에서 단역을 맡았다. 그 영화에서 라타는 또한 "Maata Tere Charnon Mein"이라는 바얀을 불렀다. 그녀는 비나약의 두 번째 힌디어 영화인 '수브하드라'(1946)를 녹음하는 동안 음악 감독 바산트 데사이에게 소개되었다.
1948년 비나약의 죽음 이후, 음악 감독 굴람 하이더는 그녀에게 가수로써 멘토링을 해주었다. 그는 라타를 영화 '샤히드'(1948년)에서 작업하던 프로듀서 사샤다르 무케르지에게 소개했지만 무케르지 감독은 라타의 목소리가 "너무 말랐다"고 일축했다. 화가 난 하이더는 몇 년 후 프로듀서들과 감독들이 "라타의 발밑에 엎드려" "그녀에게 그들의 영화에서 노래하도록 강요할 것"이라고 응답했다. 라타는 2013년 9월 자신의 84번째 생일에 가진 인터뷰에서 "굴람 하이더는 진정한 나의 대부이다. 그는 나의 재능을 온전히 믿어준 최초의 음악 감독이었다."라고 말했다.
그 이후 여러 노래를 부르면서 성공의 길을 걷기 시작하였다.